# Dirk Meier
Dirk Meier (Spremberg, 28 gennaio 1964) è un ex pistard tedesco.

## Palmarès

### Pista
- 1986

Campionati tedeschi orientali, Inseguimento a squadre Dilettanti (con Steffen Blochwitz e Roland Hennig)
- 1987

Campionati tedeschi orientali, Inseguimento a squadre Dilettanti (con Steffen Blochwitz e Roland Hennig)

### Strada
- 1987

2ª tappa, 1ª semitappa Tour de la Province de Liège (Liegi > Francorchamps)
3ª tappa, 2ª semitappa Tour de la Province de Liège (Oreye > Oreye)
Classifica generale Tour de la Province de Liège
- 1988

1ª tappa, 1ª semitappa Niedersachsen Rundfahrt (Langenhagen > Langenhagen, Cronometro)
2ª tappa, 2ª semitappa Niedersachsen Rundfahrt (Uchte > Nienburg, Cronometro)
Classifica generale Niedersachsen Rundfahrt
7ª tappa, 2ª semitappa Olympia's Tour (Helmond > Helmond, Cronometro)
Classifica generale Olympia's Tour
- 1989

Classifica generale Tour de la Province de Liège

#### Altri successi
- 1988

Classifica scalatori Niedersachsen Rundfahrt
- 1991

Campionati tedeschi orientali, Inseguimento a squadre Dilettanti (con Steffen Blochwitz, Thomas Will e Achmed Wolke)

## Piazzamenti

### Competizioni mondiali
- Campionati mondiali

Colorado Springs 1986 - Inseguimento a squadre Dilettanti: 2°
Vienna 1987 - Inseguimento a squadre Dilettanti: 2°
- Giochi olimpici

Inseguimento a squadre: 2°